# Sissel Kyrkjebø
Sissel Kyrkjebø (Bergen; 24 de junio de 1969), también conocida como Sissel, es una soprano noruega.
Es considerada una de las sopranos de «fusión» más reconocidas a nivel mundial. Su estilo musical abarca desde el pop y las grabaciones de canciones populares, a las interpretaciones de música clásica y arias operísticas. Posee una voz «cristalina» y un amplio rango vocal, llegando inclusive a las notas bajas de mezzosoprano, lo cual puede evidenciarse en arias como Mon cœur s'ouvre à ta voix de la ópera Sansón y Dalila, de Camille Saint-Saëns, hasta la soprano Fa natural por encima de la soprano Do. Canta primordialmente en inglés y noruego, aunque también ha interpretado temas en sueco, danés, gaélico, italiano, francés, ruso, islandés, feroés, alemán, napolitano, maorí, japonés y latín.
Se dio a conocer al público internacional durante el intervalo del Festival de Eurovisión 1986, que aquel año se celebró en su Bergen natal. Sin embargo, es más conocida por haber interpretado el Himno Olímpico en las ceremonias de apertura y clausura de los Juegos Olímpicos de Lillehammer 1994 celebrados en Noruega, por sus dúos con Plácido Domingo, Charles Aznavour, José Carreras, Neil Sedaka, Espen Lind, Warren G, Dee Dee Bridgewater, Josh Groban, Diana Krall, Russell Watson y The Chieftains, así como por su participación en la banda sonora de la película Titanic.
Obtuvo sus primeras nominaciones a los premios Grammy estadounidenses el 6 de diciembre de 2007, tras haber colaborado al lado de Mormon Tabernacle Choir. Spirit of the Season, una colección de canciones de su concierto navideño de 2006 grabado por ella acompañada de una orquesta en Temple Square, resultó nominada en la categoría de «Mejor álbum crossover de música clásica del año», así como «mejor álbum de música clásica».